# Mora, Camerun
Mora este un oraș din Camerun.